# ライアン・スウィーニー
ライアン・ジョゼフ・スウィーニー（Ryan Joseph Sweeney, 1985年2月20日 - ）は、アメリカ合衆国アイオワ州シーダーラピッズ出身の元プロ野球選手(外野手)。

## 経歴

### プロ入りとホワイトソックス時代
2003年6月3日、シカゴ・ホワイトソックスからドラフト2巡目で指名を受け、7月12日に選手契約を結んだ。同年は、いずれもマイナーリーグのルーキー級のブリストル・ホワイトソックスとグレートフォールズ・ホワイトソックスで計29試合に出場。限られた出場機会ながら打率.327・2本塁打・9打点という成績を残した。
2004年はA+のウィンストンサレム・ワーソッグスで134試合に出場。打率.283・7本塁打・66打点・8盗塁という成績を残した。
2005年はクラスが1つ上がり、AAのバーミングハム・バロンズで113試合に出場。打率.298・出塁率.357といずれも前年を上回る成績を残し、成長の後を見せた。
2006年はAAAのシャーロット・ナイツで118試合に出場し、打率.296・13本塁打・70打点という好成績をマーク。
9月1日にメジャーデビューを果たした。メジャーリーグではシカゴ・ホワイトソックスで18試合に出場し、打率.229という成績をマーク。また、8安打で5打点を挙げた。
2007年も引き続きホワイトソックスでプレイし、15試合に出場したが、打率は.200ちょうどと前年を下回った。しかし、メジャー初となる長打（二塁打と本塁打）を記録した。

### アスレチックス時代
2008年1月3日にニック・スウィッシャーとのトレードでファウティノ・デロスサントス、ジオ・ゴンザレスと共にオークランド・アスレチックスに移籍した。
同年は、アスレチックスで多くの出場機会を与えられ（右翼手として75試合、中堅手として51試合、左翼手として13試合に出場）、115試合に出場した。また、打率.286・5本塁打・45打点・9盗塁・出塁率.350という数字を残した。また、得点圏打率も.330という高い数字だった。

### レッドソックス時代
2011年12月28日、ジョシュ・レディック、他3名のマイナー選手とのトレードでアンドリュー・ベイリーと共にボストン・レッドソックスへ移籍。
2012年11月30日にFAとなった。
2013年1月25日にレッドソックスとマイナー契約で再契約するも、3月30日に放出された。

### カブス時代
2013年4月2日にシカゴ・カブスとマイナー契約を結び、5月6日にメジャー昇格。10月8日に2年総額350万ドルの契約（2016年のオプション付き）を結んだ。
2015年4月7日に自由契約となる。

### ツインズ傘下時代
2015年12月17日、ミネソタ・ツインズとマイナー契約を結び、2016年のスプリング・トレーニングに招待選手として参加したが、2016年3月25日に契約解除された。

## 選手としての特徴
打撃面ではミートが上手く、堅実なバッティングから3割近くの打率を残している。また、強肩で守備範囲も広く、走塁面でもハイレベルである。2008年には、当時チームメイトだったフランク・トーマスから「将来のスター」と評価されていた。
かつて、チームメイトだったダリック・バートンと共同生活を送っていた。

## 詳細情報

### 年度別打撃成績
| 年 度     | 球 団     | 試 合 | 打 席 | 打 数 | 得 点 | 安 打 | 二 塁 打 | 三 塁 打 | 本 塁 打 | 塁 打 | 打 点 | 盗 塁 | 盗 塁 死 | 犠 打 | 犠 飛 | 四 球 | 敬 遠 | 死 球 | 三 振 | 併 殺 打 | 打 率 | 出 塁 率 | 長 打 率 | O P S |
| --------- | --------- | ----- | ----- | ----- | ----- | ----- | -------- | -------- | -------- | ----- | ----- | ----- | -------- | ----- | ----- | ----- | ----- | ----- | ----- | -------- | ----- | -------- | -------- | ----- |
| 2006      | CWS       | 18    | 35    | 35    | 1     | 8     | 0        | 0        | 0        | 8     | 5     | 0     | 0        | 0     | 0     | 0     | 0     | 0     | 7     | 1        | .229  | .229     | .229     | .457  |
| 2007      | CWS       | 15    | 49    | 45    | 5     | 9     | 3        | 0        | 1        | 15    | 5     | 0     | 1        | 0     | 0     | 4     | 0     | 0     | 5     | 2        | .200  | .265     | .333     | .599  |
| 2008      | OAK       | 115   | 433   | 384   | 53    | 110   | 18       | 2        | 5        | 147   | 45    | 9     | 1        | 2     | 6     | 38    | 3     | 3     | 67    | 9        | .286  | .350     | .383     | .733  |
| 2009      | OAK       | 134   | 534   | 484   | 68    | 142   | 31       | 3        | 6        | 197   | 53    | 6     | 5        | 2     | 5     | 40    | 1     | 3     | 67    | 14       | .293  | .348     | .407     | .755  |
| 2010      | OAK       | 82    | 331   | 303   | 41    | 89    | 20       | 2        | 1        | 116   | 36    | 1     | 1        | 1     | 3     | 24    | 2     | 0     | 41    | 14       | .294  | .342     | .383     | .725  |
| 2011      | OAK       | 108   | 299   | 264   | 34    | 70    | 11       | 3        | 1        | 90    | 25    | 1     | 1        | 1     | 1     | 33    | 3     | 0     | 48    | 7        | .265  | .346     | .341     | .687  |
| 2012      | BOS       | 63    | 219   | 204   | 22    | 53    | 19       | 2        | 0        | 76    | 16    | 0     | 0        | 1     | 1     | 12    | 0     | 1     | 43    | 1        | .260  | .303     | .373     | .675  |
| 2013      | CHC       | 70    | 212   | 192   | 19    | 51    | 13       | 2        | 6        | 86    | 19    | 1     | 0        | 2     | 1     | 17    | 0     | 0     | 31    | 3        | .266  | .324     | .448     | .772  |
| 2014      | CHC       | 77    | 226   | 207   | 22    | 52    | 9        | 0        | 3        | 70    | 20    | 0     | 0        | 2     | 1     | 15    | 2     | 1     | 33    | 4        | .251  | .304     | .338     | .642  |
| 通算：9年 | 通算：9年 | 682   | 2338  | 2118  | 265   | 584   | 124      | 14       | 23       | 805   | 224   | 18    | 9        | 11    | 18    | 183   | 11    | 8     | 342   | 55       | .276  | .333     | .380     | .713  |

- 2014年度シーズン終了時

### 背番号
- 36（2006年）
- 31（2007年）
- 15（2008年 - 2009年、2011年）
- 21（2010年）
- 12（2012年）
- 6（2013年 - 2014年）